# Liste des évêques et archevêques de Florence
L'archidiocèse de Florence, fondé au IIe siècle, a été promu au XVe siècle. Le premier évêque connu est Felice (Felix), attesté en 313. 

## Liste des évêques et archevêques de l'archidiocèse de Florence

### Évêques
- Felice (Felix) (attesté en 313)
- Saint Zenobius (337 ? - 417 ? )
- Maurizio (Mauritius) (? - 550)
- Anonimo (578 ? - 590 ?)
- Reparato (Reparatus) † (attesté en 684)
- Specioso (attesté en 715 et en 724)
- Tommaso (attesté en 743)
- Aliprando (Hildebrand) (attesté en 833)
- Radingo (attesté en 852)
- Andrea (attesté en 871)
- Grasulfo (900 circa)
- Rambaldo (930 - juillet 964)
- Sichelmo (964 - ?)
- San Podio (985 - ?)
- Guido (1002 - 1004)
- Ildebrando (1008 - 1020)
- Lamberto (1025 - 1032)
- Atto (1034 - 1037)
- Gérard de Bourgogne (janvier 1045 - juillet 1061, nommé pape sous le nom de Nicolas II en 1059)
- Pietro Mezzabarba (1062 circa)
- Ranieri (dal 1071 - 1113 ?)
- Gottifredo degli Alberti (1114 - 1142)
- Atto II (1145 ? - 9 juin 1154)
- Ambrogio (1155 - 1158)
- Giulio (1158 - dopo il 1170)
- Zanobi (1161)
- Bernardo (1181 - 1188/1189)
- Pietro (1188/1189 - ?)

- Ardengo Trotti ou  Ardingo Foraboschi, ou magister Ardengus (évêque de Florence en 1231 - 1249)
- Filippo Fontana (it) (1250 - 1250 nommé évêque de Ravenne)
- Giovanni dei Mangiadori (1251 - 26 mai 1273)
- Iacopo Alessi da Castelbuono O.P. (1286 - 16 août 1286), mort 40 jours après son élection.
- Andrea dei Mozzi (1287 - 1295 nommé évêque de Vicenza)
- Francesco Monaldeschi (it) (1295 - juillet 1301)
- Lottieri Della Tosa (it) (1301 - 1309)
- Antonio d'Orso (1309 - 18 juillet 1321)
- Francesco Silvestri (it) (1323 - 1341)
- Angelo Acciaioli I, O.P. (1342 - 1355)
- Francesco Atti (1355)
- Filippo dell'Antella (1356 - 1361)
- Pietro Corsini (1361 - 1369)
- Angelo Ricasoli (1369 - 1382 nommé évêque de Faenza)
- Angelo Acciaioli II (1383 - 1384)
- Bartolomeo Uliari, O.S.B. (9 décembre 1385 - 18 décembre 1389)
- Onofrio Visdomini, O.S.A. (1389 - 1400 nommé évêque de Comacchio)
- Alamanno Adimari (1400 - 1401 nommé évêque de Taranto)
- Iacopo Palladini (1401 - 1410 nommé évêque de Spoleto)
- Francesco Zabarella (18 juin 1410 - 17 juin 1411)
- Sant'Antonino Amerigo Corsini (1411 - 18 mars 1434 )

### Archevêques
- Sant'Antonino Amerigo Corsini (1411 - 18 mars 1434 ), archevêque en 1419
- Giovanni Vitelleschi (12 octobre 1435 - 9 août 1437 )
- Lodovico Trevisan (6 août 1437 – 18 décembre 1439)
- Bartolomeo Zabarella (1440 - 1445)
- sant'Antonino Pierozzi (1446 - 2 mai 1459 )
- Orlando Bonarli (1459 - 1461)
- Giovanni de' Diotisalvi (1462 - 18 juillet 1473)
- Pietro Riario, O.F.M.Conv. (20 juillet 1473 - 3 janvier 1474)
- Rinaldo Orsini (1474 - 5 juillet 1508)
- Cosimo de' Pazzi (1508 - 8 avril 1513)
- Jules de Médicis (1513 – 1523), élu pape Clément VII
- Niccolò Ridolfi (11 janvier 1524 - 11 octobre 1532)
- Andrea Buondelmonti (1532 - 27 novembre 1542)
- Niccolò Ridolfi (8 janvier 1543 - 25 mai 1548), à nouveau
- Antonio Altoviti (1548 - 28 décembre 1573)
- Alexandre Ottaviano de Médicis (15 janvier 1574 - 1596, élu pape Léon XI
- Alessandro Marzi Medici (7 juillet 1605 - 13 août 1630)
- Cosimo Bardi (26 septembre 1630 - 18 avril 1631)
- Pietro Niccolini (5 juillet 1632 - 1er décembre 1651)
- Francesco Nerli, seniore (16 décembre 1652 - 6 novembre 1670)
- Francesco Nerli, iuniore (22 décembre 1670 - 31 décembre 1682)
- Giacomo Antonio Morigia (27 février 1683 - 28 octobre 1699)
- Leone Strozzi (7 juillet 1700 – 4 octobre 1703)
- Tommaso Bonaventura della Gherardesca (12 novembre 1703 – 21 septembre 1721)
- Giuseppe Maria Martelli (20 mai 1722 – 23 mai 1741)
- Francesco Gaetano Incontri (1741 – 25 mars 1781)
- Antonio Martini (7 juillet 1781 – 31 décembre 1809 )
- Antoine Eustache d'Osmond, nommé par Napoléon Ier en 1810 non reconnu par le pape.
- Pietro Francesco Morali (15 mars 1815 – 29 septembre 1826)
- Ferdinando Minucci (28 janvier 1828 – 2 juillet 1856)
- Giovacchino Limberti (23 août 1857 – 27 octobre 1874)
- Eugenio Cecconi (21 décembre 1874 – 15 juin 1888)
- Agostino Bausa (11 février 1889 – 15 avril 1899)
- Alfonso Mistrangelo (19 juin 1899 – 7 novembre 1930)
- Elia Cardinal Dalla Costa (19 décembre 1931 – 22 décembre 1961)
- Ermenegildo Florit (9 mars 1962 – 3 juin 1977)
- Giovanni Benelli (3 juin 1977 – 26 octobre 1982)
- Silvano Piovanelli (18 mars 1983 – 21 mars 2001)
- Ennio Antonelli (21 mars 2001 – 7 juin 2008)
- Giuseppe Betori (8 septembre 2008 - 18 avril 2024)
- Gherardo Gambelli (18 avril 2024 - )